# District de Sivaganga
Le district de Sivaganga est un district de l'état du Tamil Nadu, dans le sud de l'Inde.

## Géographie
Sa capitale est Sivaganga. Mais la ville la plus peuplée y est Karaikudi.
La superficie du district est de  4 233 km2. En 2011, il comptait 1 339 101 habitants. Il est frontalier au nord-est avec le districts de Pudukkottai, au nord avec celui de Tiruchirapalli, à l'ouest avec le district de Madurai, au sud-ouest avec le district de Virudhunagar et celui de Ramanathapuram au sud-est. 
Le district comprend une part importante du territoire de Chettinad, une région historique.